# Iglesia de San Sebastián (Sevilla)
La iglesia de San Sebastián es una iglesia parroquial del barrio de El Porvenir de Sevilla (Andalucía, España). Fue construida de nueva planta sobre una ermita anterior del siglo XIII. Es de estilo gótico-mudéjar.

## Historia
Es un edificio de estilo gótico-mudéjar, tanto por su planteamiento arquitectónico como por los materiales y motivos ornamentales empleados, los cuales se ajustan a los usuales dentro de la arquitectura sevillana del siglo XV. A partir de siglo XVI tuvo la función de capilla del cementerio que se ubicaba en sus alrededores el cual servía de enterramiento para canónigos y personajes ilustres del Cabildo Catedralício así como para cementerio de pobres. Parte del citado cementerio es el actual jardín que rodea a la iglesia, delimitado por una verja.

## Descripción

### Interior
La iglesia presenta planta rectangular de tres naves con tres tramos y cabecera cuadrangular de testero plano, cubierta con cúpula sobre pechinas. 
Las tres naves están separadas mediante pilares cruciformes en los que descansan vanos apuntados, doblados. La nave central, más ancha que las laterales, se cubre con armadura de madera, en artesa con tirantes, decorada con tres cuadrados, dispuestos en los extremos y centro, compuestos de lacería, siendo el central coronado con piña mocárabe. Así mismo, la cubierta y tirantes muestran decoración policroma, realizada por el artista José Martínez del Cid en 1964. Las dos naves laterales se cubren con madera dispuesta en colgadizo, ambas se prolongan en la cabecera creando dos espacios rectangulares dedicados, uno a sacristía, en la nave de la epístola, con cubierta adintelada y el segundo en la nave del evangelio, de Capilla del Sagrario, cubierto con bóveda de arista y linterna circular central.

### Exterior
En la fachada de la nave de la epístola se encuentran adosados al muro potentes contrafuertes de sección irregular. 
Se accede al interior del templo a través de dos portadas. Una en el muro perimetral de la nave de la epístola, mediante vano de medio punto y otra en la fachada principal a los pies de la nave central, realizada en ladrillo agramilado de color rojizo. Presenta un vano apuntado decorado con dos molduras paralelas, flanqueado en los laterales mediante columnas que a partir de la imposta siguen en baquetón configurando un alfiz. En la zona superior muestra los relieves de la Giralda entre jarras de azucenas, emblema del cabildo Catedralicio. Se completa la fachada con tres óculos y en el lateral izquierdo con una espadaña de un cuerpo de campanas, compuesto de un vano de medio punto flanqueado con pilastras laterales y frontón semicircular decorado con remates cerámicos.
Es sede de la Hermandad de la Paz, que procesiona el Domingo de Ramos.